# Fréjus
Fréjus é uma comuna francesa situada no departamento do Var da região de Provence-Alpes-Côte d'Azur.

## História

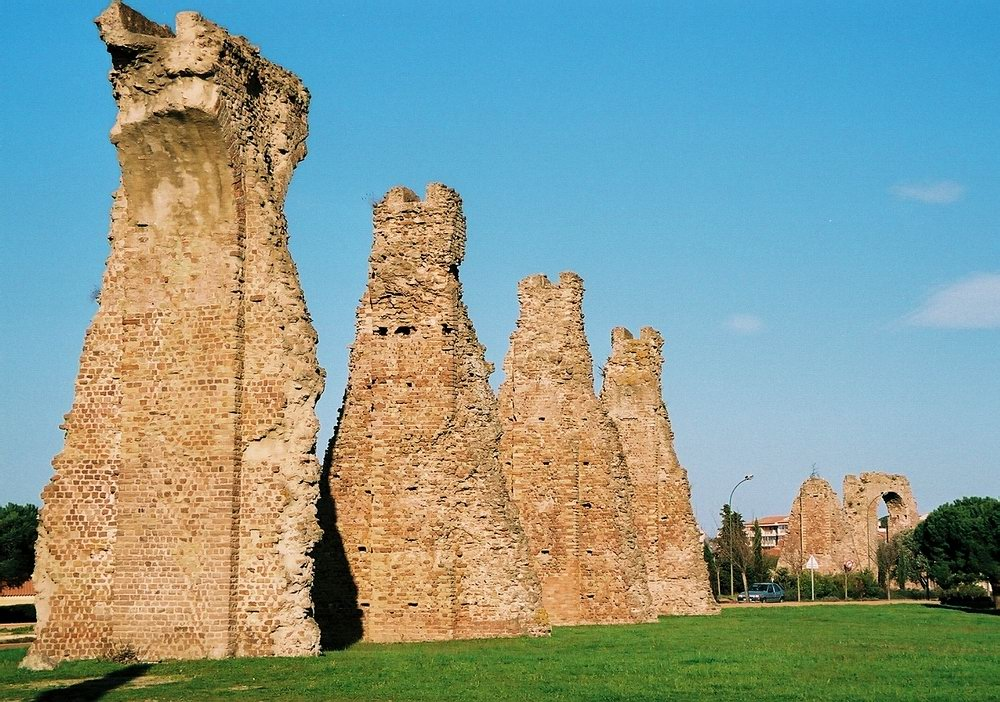
Ruínas do aqueduto romano de Fréjus.

Durante a Antiga Roma, a cidade era conhecida como Fórum Júlio (em latim: Forum Iulii) tal como atesta a correspondência entre Planco e Cícero datada de 43 a.C.. O porto de Fórum Júlio acolheu as galeras de Marco António tomadas por Otaviano após a batalha de Áccio em 31 a.C.. Pouco depois, a partir de 29 a.C., a cidade converteu-se em colónia e foi povoada com veteranos da Legio VIII Augusta. Com Augusto toma o título Forum Iulii Octavanorum colonia, quae Pacensis appellatur et Classica,  tal como cita Plínio, o Velho e desenvolve-se em torno da atividade económica gerada por ser uma das bases militares da frota romana do mar Mediterrâneo. Da época de Tibério e posterior, data a maioria dos edifícios e equipamentos que chegaram à época contemporânea, como o Anfiteatro de Fréjus, o aqueduto, o farol, as termas ou o teatro.
Cneu Júlio Agrícola (40-93) nasceu em Fórum Júlio e completou a conquista romana da Britânia. Sendo sogro do historiador Cornélio Tácito, este dedicou-lhe uma biografia onde se evoca o carácter de antiga e ilustre colónia de Fórum Júlio.
Entre os séculos VII e IX, invasores islâmicos e piratas saquearam a cidade. Os monumentos da época romana ficaram em ruínas, e o século X já pouco restava da colónia. A silte do mar entupiu o porto e levou à formação de um pântano, que separou a vila do mar.
No início do século XVI, Fréjus era um importante local de produção e comércio de trigo, vinha, pesca, pecuária e olaria, que lhe permitiu crescer demograficamente apesar das invasões de 1524 e 1536, ou da guerra de religião de 1561 a 1563, contando com seis milhares de residentes em 1580.